# Bernie Worrell

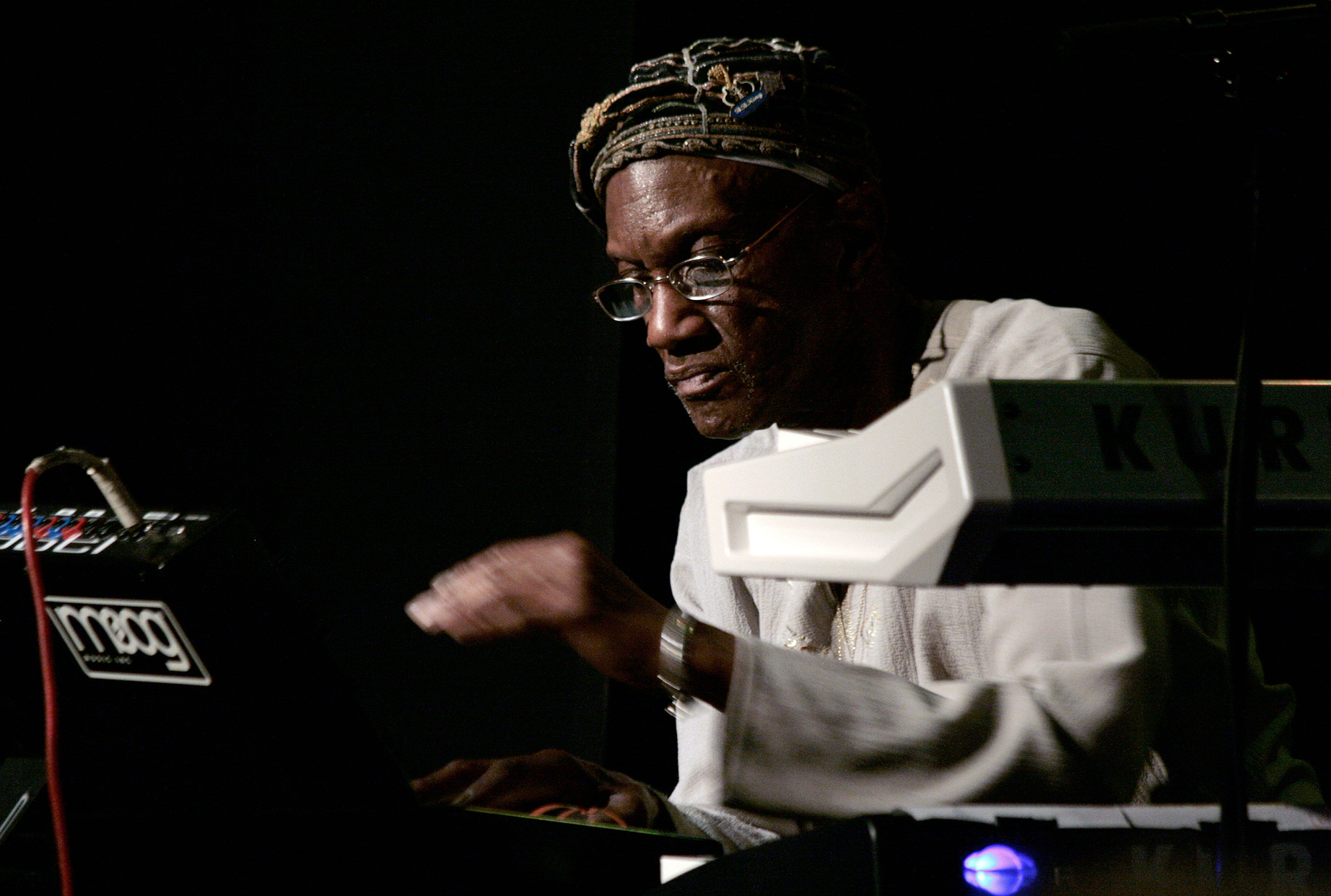
Bernie Worrell, Konzert mit SociaLibrium, Wien 2009

Georg Bernhard Worrell (* 19. April 1944 in Long Branch, New Jersey; † 24. Juni 2016) war ein US-amerikanischer Musiker, Komponist und Produzent. Als Keyboarder von Parliament und Funkadelic, Talking Heads sowie Praxis erlangte er einen legendären Ruf bei Kritikern und Musikliebhabern.

## Karriere
Worrell wuchs in Plainfield (New Jersey) auf, begann das Musizieren bereits mit drei Jahren und schrieb ein erstes Concerto im Alter von acht. Er besuchte die Musikhochschulen Juilliard School und New England Conservatory of Music, wo er eine klassische Ausbildung erwarb.

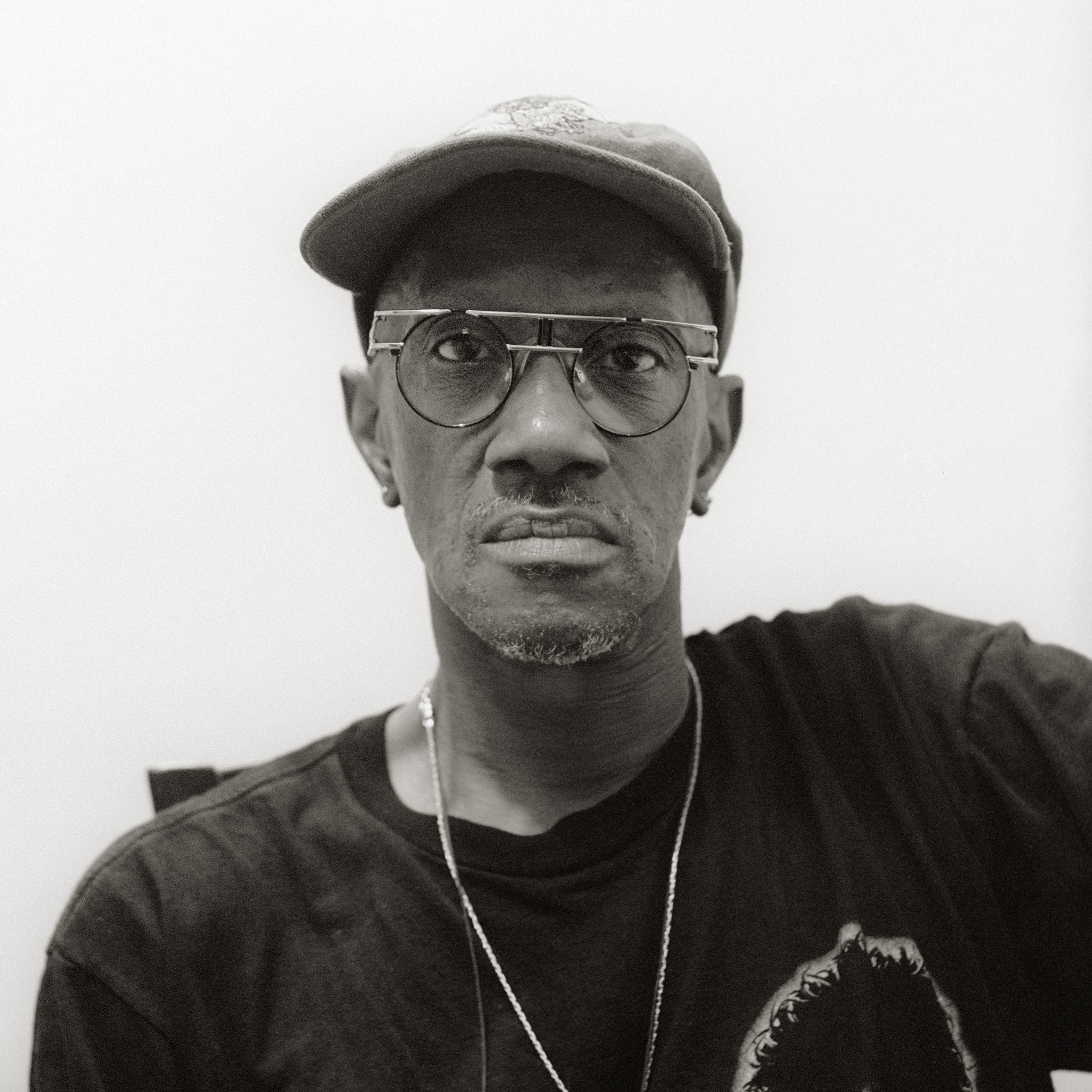
Backstage im E-Werk, Köln 1998

Als Student spielte Worrell mit einer Formation namens Chubby & The Turnpikes (später bekannt als Tavares), bevor er auf George Clinton traf. Zusammen mit Clinton und dessen Mitmusikern von The Parliaments sowie Funkadelic zog Worrell nach Detroit, wo Parliament entstand. Unter den Namen Parliament und Funkadelic war das Kollektiv, zu dem auch der Bassist und Sänger Bootsy Collins gehörte, im Bereich P-Funk bis 1981 live wie im Studio sehr aktiv. Als zentrales Mitglied der Gruppe spielte Worrell dort nicht nur Klavier, Orgel und Synthesizer, sondern war auch (Co-)Komponist und Arrangeur vieler Hits.
Während andere Keyboarder des Funk hauptsächlich Hammond-Orgeln und das Fender Rhodes benutzten, war Worrell einer der ersten, die verstärkt mit Synthesizern wie dem Minimoog arbeiteten. Als Beispiele seiner Pionierarbeit seien hier Mothership Connection (Star Child) und Give Up the Funk (Tear The Roof Off The Sucker) von Mothership Connection (1975),  Flash Light von Funkentelechy Vs. The Placebo Syndrome (1977) und Aqua Boogie (A Psychoalphadiscobetabioaquadoloop) von Motor Booty Affair (1978) genannt.
Ein erstes Soloalbum namens All The Woo In The World erschien 1978. Bei Funkadelic und Parliament war er nachfolgend nur noch gelegentlich aktiv.
1980 beteiligte sich Worrell an der Tour zum Album Remain in Light der Talking Heads und war fortan bis zur Auflösung der Gruppe im Jahre 1992 ein regelmäßiger Gast bei Auftritten und Studioaufnahmen.
Obwohl nie ein offizielles Mitglied der Band, war Worrell doch auf den wichtigsten Veröffentlichungen vertreten, so auch bei Stop Making Sense.

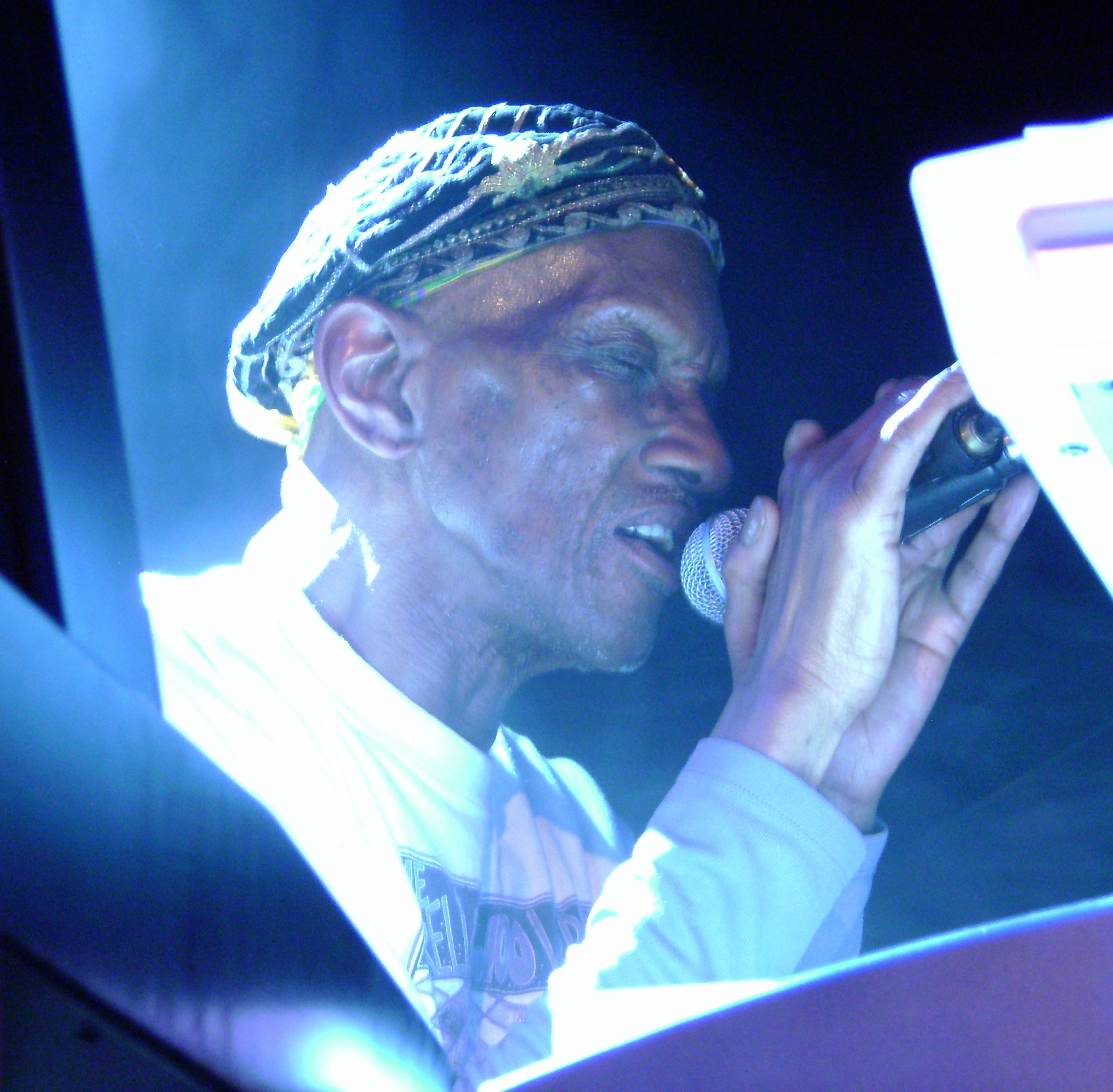
Bernie Worrell, Konzert mit SociaLibrium, Innsbruck 2009

In der Folgezeit intensivierte er seine Soloarbeit und trat ab 1996 als Bernie Worrell & The Woo Warriors auf. Außerdem begann er eine fruchtbare Zusammenarbeit mit dem Bassisten und Produzenten Bill Laswell und beteiligte sich an Praxis, einem 1992 gegründeten Projekt von Laswell, dem experimentellen Gitarristen Buckethead und Schlagzeuger Bryan Mantia.
Als Laswell 2002 für das Bonnaroo-Festival verhindert war, entstand kurzfristig Colonel Claypool’s Bucket of Bernie Brains mit Les Claypool am Bass. Das Album The Big Eyeball In The Sky sowie eine große US-Tournee folgten 2004.
Im selben Jahr war Worrell in Moog zu sehen, einer Dokumentation zum 50. Jubiläum der von Robert Moog gegründeten Firma. Bereits 2003 begannen die Dreharbeiten zu Stranger: Bernie Worrell On Earth, einer offiziellen Biografie des Musikers, die 2005 vorgestellt und 2007 als DVD veröffentlicht wurde.
Am 11. September 2007 erschien Turn My Teeth Up! von Baby Elephant, einem Projekt mit Prince Paul und Don Newkirk. Gäste waren George Clinton, Shock G, Yellowman, Reggie Watts, Nona Hendryx, David Byrne und Gabby La La. Anfang 2009 war Worrell in dem Projekt Socialibrium mit TM Stevens, Gitarrist Blackbyrd McKnight und Cindy Blackman auf Europa-Tournee.

## Trivia
- 1997 wurde Bernie Worrell als Mitglied von Parliament-Funkadelic in die Rock and Roll Hall of Fame aufgenommen.
- Der Rapper Chino XL ist ein Neffe von Worrell.

## Diskographie

### Soloalben
- 1978: All the Woo in the World
- 1990: B.W. Jam (Rock the House)
- 1991: Funk of Ages
- 1993: Pieces of Woo: The Other Side
- 1993: Blacktronic Science
- 1997: Free Agent: A Space Odyssey
- 2007: Improvisczario

### Gruppenalben und Beteiligungen (Auswahl)
- 1970: Osmium von Parliament
- 1970: Funkadelic von Funkadelic
- 1971: Maggot Brain von Funkadelic
- 1972: America Eats Its Young von Funkadelic
- 1974: Up For The Down Stroke von Parliament
- 1977: Funkentelechy Vs. The Placebo Syndrome von Parliament
- 1984: Stop Making Sense von den Talking Heads
- 1986: Horses and Trees von  Ginger Baker
- 1992: Transmutation (Mutatis Mutandis) von Praxis
- 1999: Unison von Shin Terai
- 2004: The Big Eyeball In The Sky von Colonel Claypool’s Bucket of Bernie Brains
- 2006: Gold & Wax von Gigi
- 2007: Lightyears von Shin Terai
- 2007: Tennessee 2004 von Praxis
- 2007: Turn My Teeth Up! von Baby Elephant
- 2008: Profanation (Preparation for a Coming Darkness) von Praxis
- 2023: Bernie Worrell / Cindy Blackman Santana / John King: Spherical (rec. 1994)[2]